# شمال دلهي
شمال دلهي رمزها «NO» (بالإنجليزية: North Delhi)‏، هو تقسيم إداري لدولة الهند تتبع ولاية دلهي (بالإنجليزية: Delhi)‏، مركزها هو مدينة سادار بازار (بالإنجليزية: Sadar Bazar)‏ عدد سكانها حسب تعداد سنة 2001 هو 779,788، مساحتها 59 كم² وكثافة السكان 12996 لكل كم².